# Důstojník

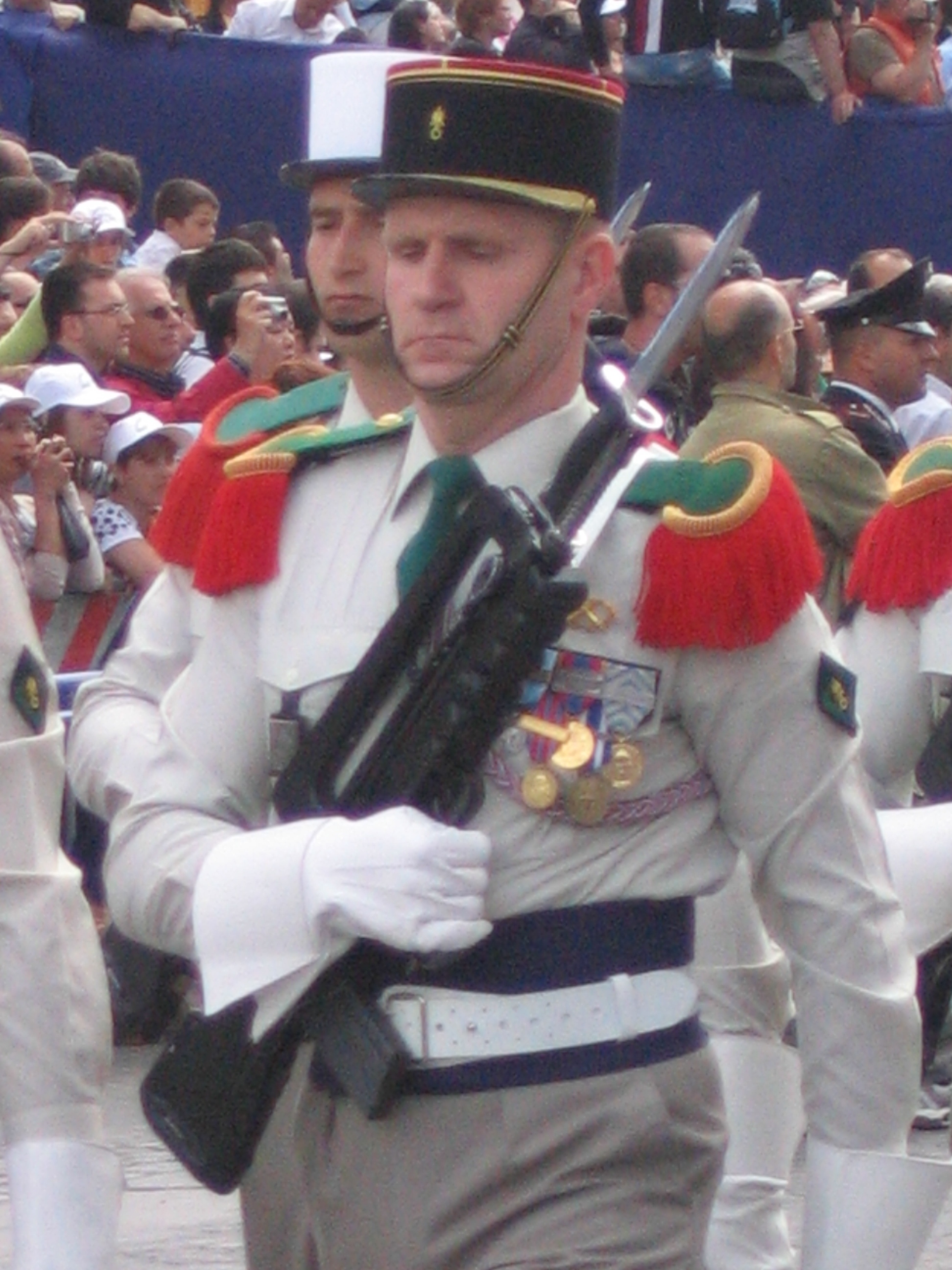
Důstojník francouzské Cizinecké legie

Důstojník (zastarale oficír, slangově lampasák) je vyšší hodnostní stupeň příslušníka určité organizace, nejčastěji ozbrojených složek (armáda), ale i pořádkových (policie), bezpečnostních služeb (tajná policie), obecně ochranných sil (hasičský sbor), posádek lodí apod.
Důstojnické hodnosti jsou rozděleny na nižší a vyšší. Nižší důstojnické hodnosti jsou zpravidla stupně poručík, (v ČR kromě armády též podporučík) až kapitán. Vyšší důstojnické hodnosti jsou pak major (dříve též štábní kapitán) až plukovník.

## Přehled důstojnických hodností v současné Armádě České republiky k 1. 1. 2020
Důstojnické hodnosti jsou seřazeny, od vyšších:
- vyšší důstojníci
  - plukovník (plk.)
  - podplukovník (pplk.)
  - major (mjr.)
- nižší důstojníci
  - kapitán (kpt.)
  - nadporučík (npor.)
  - poručík (por.)

## Zajímavosti
Zlatým trojcípým hvězdám, které tvoří hodnostní označení nižších důstojníků v české armádě, se hovorově říká mercedesy.